# 張國柱 (萬曆進士)
張國柱（1585年—？年），字維楨，號寧宇，山東濟南府平原縣人，明朝政治人物。

## 生平
萬曆二十八年（1600年）庚子科山東鄉試第三十一名舉人，萬曆三十八年（1610年）登庚戌科會試一百五十一名，廷试三甲一百六十二名進士。工部观政，三十九年授河南臨潁知縣，四十年本省同考，四十二年丁外艰，四十四年丁内艰。服阕，起補魏縣，歷陞禮部郎中，天啓六年（1626年）三月升浙江嘉湖道右参政，七年三月升四川按察使，历任四川右布政使、陝西右布政使，謫歸，起鳳翔道。

## 家族
曾祖張應辰。祖父張東周，省祭。父張學孟，儒官，封文林郎。母劉氏（封孺人）。具庆下。兄國璽（生員）；國棟（生員）。子張玗。